# 呂佳宜
呂佳宜（1985年12月6日—），台灣新聞主播，從2009年開始進入緯來體育台擔任記者，於2011年開始播報體育新聞。
2013年8月29日是最後一次播報緯來體育新聞，2013年10月26日開始在非凡新聞台播報新聞。
2013年12月2日，開始主持非凡新聞台的「跟著佳宜去運動」單元。

## 經歷
- 緯來體育台 文字記者（2009年10月－2011年6月）
- 緯來體育台 主播兼記者（2011年6月－2013年8月）
- 非凡新聞台 主播兼記者（2013年9月－2020年）
- 蝦皮購物 电商直播 （2020年6月 -）[2]

## 事件
2016年6月呂佳宜在社群網站facebook粉絲專頁透漏懷孕流產，指控婦產診有醫療疏失，在老公陪同下召開記者會說明整起狀況，被指控的婦產診所醫師也同樣開記者會回應絕非事實。被指控醫師歡迎循調解或法律途徑解決。

## 外部連結
- 呂佳宜的Facebook專頁
- 呂佳宜Chia Chia的Instagram帳戶
- YouTube上的佳宜Chia Chia頻道

- 呂佳宜在台灣棒球維基館上的頁面（繁體中文）